# Ядерна програма Пакистану
Пакистан є однією з дев'яти держав, що володіють ядерною зброєю. Розробка ядерної зброї була розпочата в січні 1972 року за часів прем'єр-міністра Зульфікара Алі Бхутто і була відповіддю на втрату Східного Пакистану під час Визвольної війни за незалежність Бангладешу 1971 року. Бхутто скликав нараду провідних вчених та інженерів 20 січня 1972 року і поставив перед  пакистанськими науковцями завдання за три роки створити атомну бомбу для національного виживання.
Керував програмою голова Комісії з атомної енергії Пакистану Муніру Ахмад Хан, якому було доручено підготувати пристрій до кінця 1976 року. Критично важливою було приєднання до програми Абдула Кадір Хана, металурга, який працював над проблемою збагачення урану за допомогою центрифуг для компанії Urenco. Виробництво збагаченого урану-235 мало вирішальне значення для успіху проекту і, таким чином, для отримання Пакистаном можливості детонувати ядерний пристрій до кінця 1984 року. Перше випробування ядерного пристрою відбулося у 1998 році. Можливості виробництва ядерних вибухових пристроїв забезпечується наявністю ядерних реакторів. Пакистан наразі експлуатує три комерційні реактори загальною потужністю 690 МВт, а ще два загальною потужністю 630 МВт будуються. На травень 2025 року Пакистан володіє ста сімдесятьма ядерними боєголовками .